# Посёлок райбольницы
Посёлок райбольницы — упразднённый в 1986 году посёлок Бакалинского сельсовета Бакалинского района Башкирской АССР Российской Федерации.

## География

### Географическое положение
Расстояние (в 1952 году) до:
- районного центра (Бакалы): 2 км[2] ,
- центра сельсовета (Бакалы): 2 км,
- ближайшей ж/д станции (Туймазы): 77 км[2] .

## История
Возник в 1940-е годы как поселение для работников районной больницы (сейчас — Бакалинская центральная районная больница).
В 1952 году — посёлок Райбольницы, входящий в Бакалинский сельсовет.
Исключён из учётных данных Указом Президиума ВС Башкирской АССР от 12.12.1986 N 6-2/396 «Об исключении из учётных данных некоторых населенных пунктов»).

## Население
В 1959 году — 173 человек, в 1969 — 35.